# Rania Ezzat
Rania Ezzat (Il Cairo, 1975) è un'artista egiziana.
Attualmente vive e lavora a Dubai.

## Biografia
Ha conseguito il diploma di Belle Arti presso la Helwan University de Il Cairo, nel 1998 e presso la Superior School of Art and Design (HEAD) di Ginevra nel 2007. 
Dal 2005 ha partecipato a una serie di mostre collettive e personali in Europa e nel Medio Oriente.

## Tematiche
Le sue installazioni occupano lo spazio con forza e grazia, anche per 4 o 5 metri di superficie. L'artista lavora anche con altri generi come il disegno, la scrittura e la scultura. Nelle sue installazioni utilizza una serie di simboli sociali per trattare temi come l'identità e la memoria.
Influenzata dai costanti lavori di costruzione che la circondavano quando si è trasferita a Dubai, ha iniziato a presentare delle installazioni coerenti con i materiali e i simboli di queste costruzioni, prevalentemente utilizzando il colore giallo per evocare e rendere omaggio al lavoro manuale degli operai.
Ezzat crea anche delle forme più rotonde, morbide, misteriose, fragili e trasparenti, che irradiano luce e attraggono lo spettatore come una mosca. (EN)  Questo lato mistico aggiunge al suo lavoro un'aura di rinascita e rinnovamento.
Ezzat rappresenta l'incarnazione del movimento surrealista del XXI secolo. Lei stessa descrive il processo creativo "come la meditazione, senza pensare realmente". (EN) 

## Attività

### Mostre
- 1998: Man and woman, Fine Arts, Cairo, Egitto.
- 2005: Points d'impact, Duplex, Ginevra, Svizzera; ACT 05, Attitudes Geneva; K3 Zurich and Kunstpanorama, Luzern, Switzerland, Résonnance, ESBA, Geneva, Switzerland.
- 2007: C'est arrivé près de chez vous, Ginevra, Svizzera.
- 2008: Un son par là, Carré d'art, Nimes, Francia; Plattform08, Zurigo, Svizzera.
- 2009: Invisible Presence, Cairo, Egitto; Unveiled face of writing, Mashrabia gallery, Il Cairo, Egitto; Bastakiya Art Fair, Dubai, UAE; Video Art Now festival 1, Damasco, Syria
- 2011: Be Safe O Egypt, Live performance , Traffic, Dubai, UAE.

### Pubblicazioni
- 2007: Radiographies, Thesis, HEAD, Ginevra Svizzera.
- 2008: Contagions, Diploma catalogue, HEAD, Geneva, Switzerlandt; Plattform08, Exhibition catalogue, Kunstwollen, Zurigo, Svizzera.